# Kasja

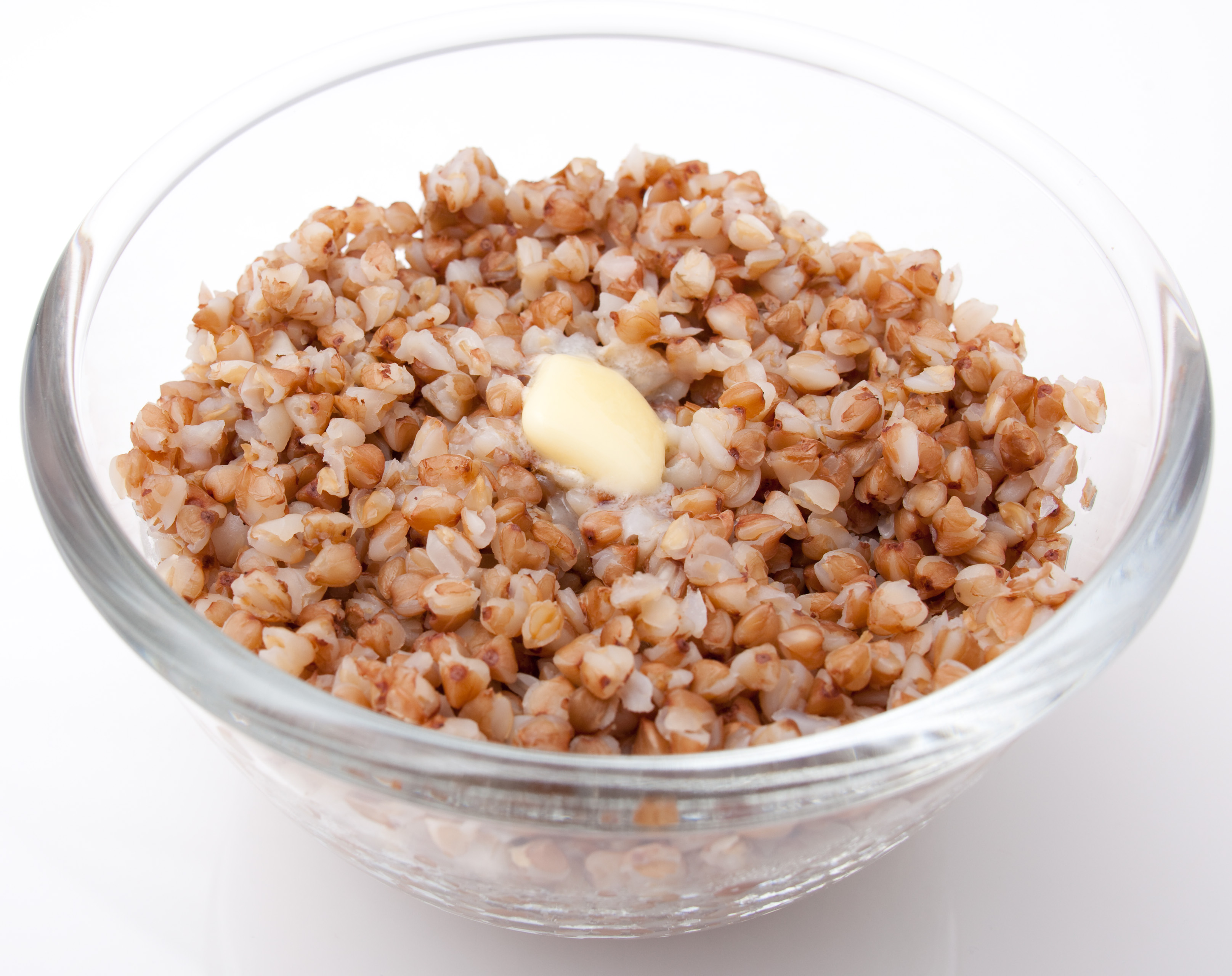
Kasja van boekweit

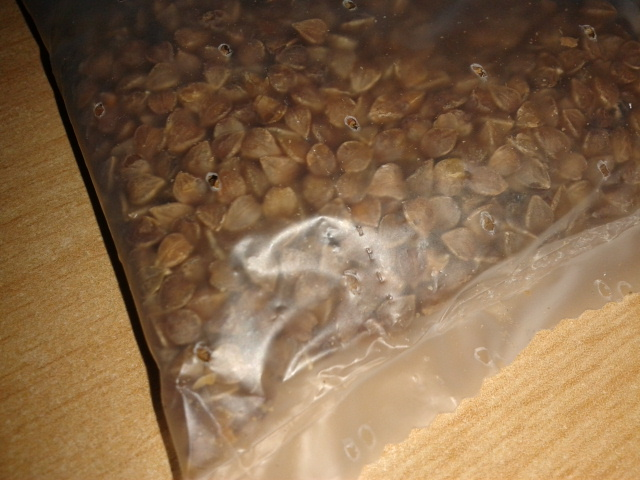
Kasja van boekweit in plastic kookbuidel

Met kasja wordt in het Pools  (kasza) meestal grutten aangeduid. In Rusland slaat het woord kasja (ка́ша, "pap") meestal op het gerecht dat van de gekookte grutten gemaakt wordt. In het Engels wordt met kasha meestal boekweit-kasja bedoeld.
Russische kasja wordt gekookt met melk, room, vleesbouillon of visbouillon en kan onder meer vlees, vis, lever, paddenstoelen of uien bevatten. Kasja is een onmisbaar gerecht uit de Russische keuken. Er zijn zelfs meerdere spreekwoorden over, zoals Sjtsji da kasja, pisjtsja nasja ofwel 'Sjtsji en kasja, dat is ons voedsel!'.
Hoewel kasja gemaakt kan worden met verschillende soorten (pseudo-)granen zoals boekweit, tarwe, gerst, haver, gierst of rogge, is de variant van boekweit het bekendst.
Boekweit-kasja is het populairst in Rusland (Russisch: гречневая каша) en Polen (Pools: kasza gryczana), maar wordt ook in de Verenigde Staten (Engels: kasha) veel gegeten. In Noord-Amerika is het door joodse immigranten geïntroduceerd en wordt het dus veelal geassocieerd met de Joodse keuken.